# Lijst van medaillewinnaars op de Olympische Winterspelen 2010
Deze pagina geeft een lijst van medaillewinnaars op de Olympische Winterspelen 2010 in Vancouver, die gehouden werden van 12 tot en met 28 februari 2010. In totaal 2632 sporters uit 82 verschillende landen namen deel aan deze Spelen. Er werd gestreden om 86 medailles in 15 sporten, 46 onderdelen voor mannen, 38 voor vrouwen en twee voor gemengde koppels. Noordse combinatie en schansspringen stond alleen voor mannen op het programma, terwijl kunstrijden de enige sport was waar mannen en vrouwen samen om de medailles streden. Het onderdeel skicross stond voor de eerste keer op het programma, voor zowel mannen als vrouwen.
Medailles werden gewonnen door 450 sporters uit zesentwintig verschillende landen, negentien landen wonnen ten minste één gouden medaille. Canada won voor de eerste maal goud voor eigen publiek, nadat dat op de Olympische Zomerspelen 1976 in Montreal en op de Olympische Winterspelen 1988 in Calgary niet was gelukt. Canada won de meeste gouden medailles, veertien in totaal, en werd daarmee het eerste gastland dat dat voor elkaar kreeg sinds Noorwegen in 1952. De Canadezen verbraken tevens het recordaantal gouden medailles op één Winterspelen, de Sovjet-Unie (in 1976) en Noorwegen (in 2002) hadden het record in handen met dertien keer goud. De Verenigde Staten behaalden de meeste medailles in totaal, voor de tweede keer in de historie van de Winterspelen, en zetten met 37 medailles een nieuw record dat met 36 in handen was van Duitsland (uit 2002).
Op de 20 kilometer individueel mannen (biatlon) werden twee zilveren medailles uitgereikt voor een gedeelde tweede plaats, op dat onderdeel werd geen bronzen medaille uitgereikt. De Slowaakse biatlete Anastasiya Kuzmina en de Wit-Russische freestyleskiër Aleksej Grisjin wonnen de eerste gouden medailles voor hun land in de geschiedenis van de Winterspelen. De Noorse langlaufster Marit Bjørgen was de meeste succesvolle deelnemer aan deze Winterspelen, ze won drie gouden, één zilveren en één bronzen medaille. Ze werd daarmee de negende sporter die vijf medailles won op één Winterspelen. De Chinese shorttrackster Wang Meng was de enige andere deelnemer die drie gouden medailles in de wacht sleepte.

## Alpineskiën

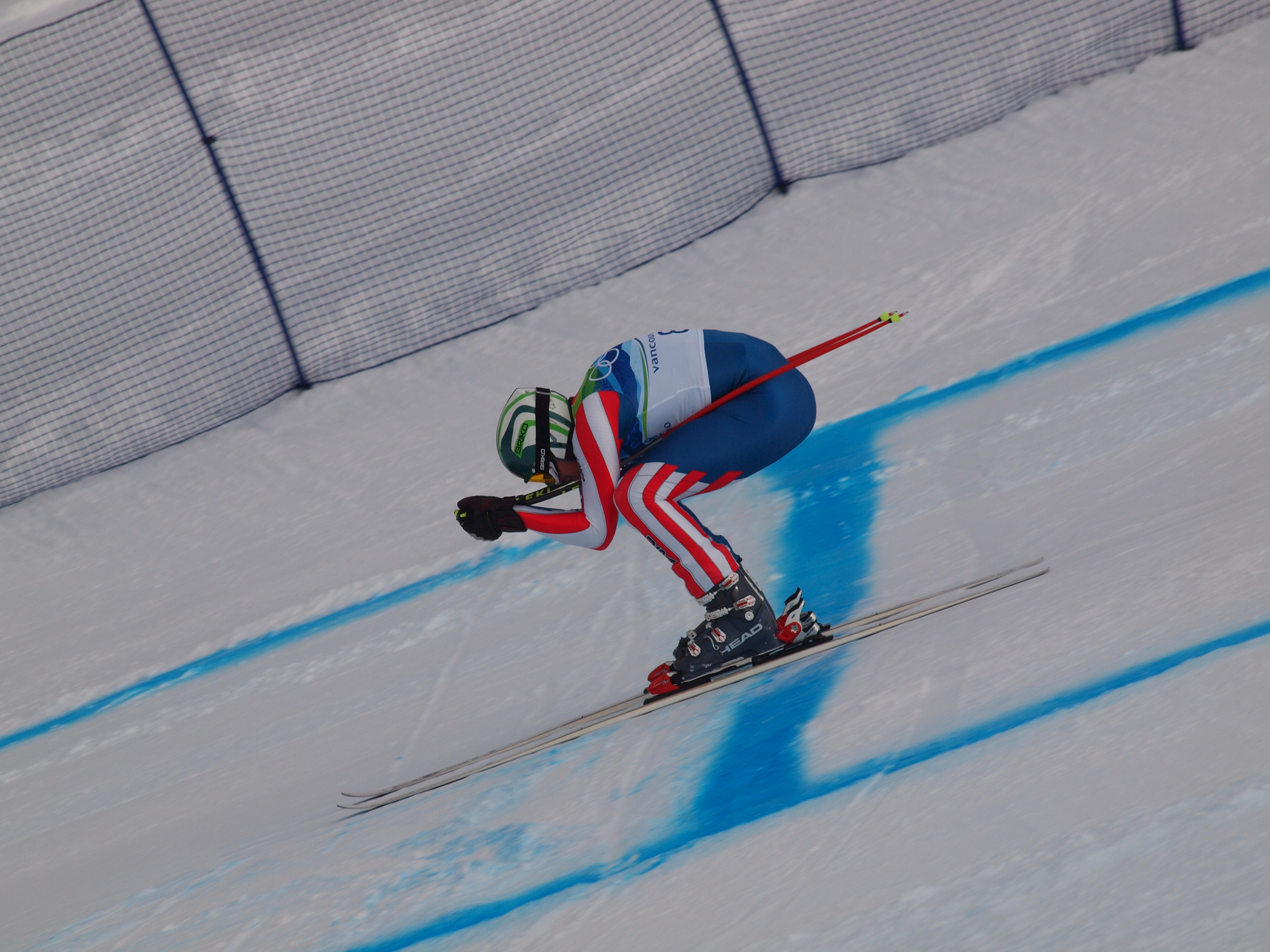
Miller, winnaar van de combinatie, tijdens de afdaling

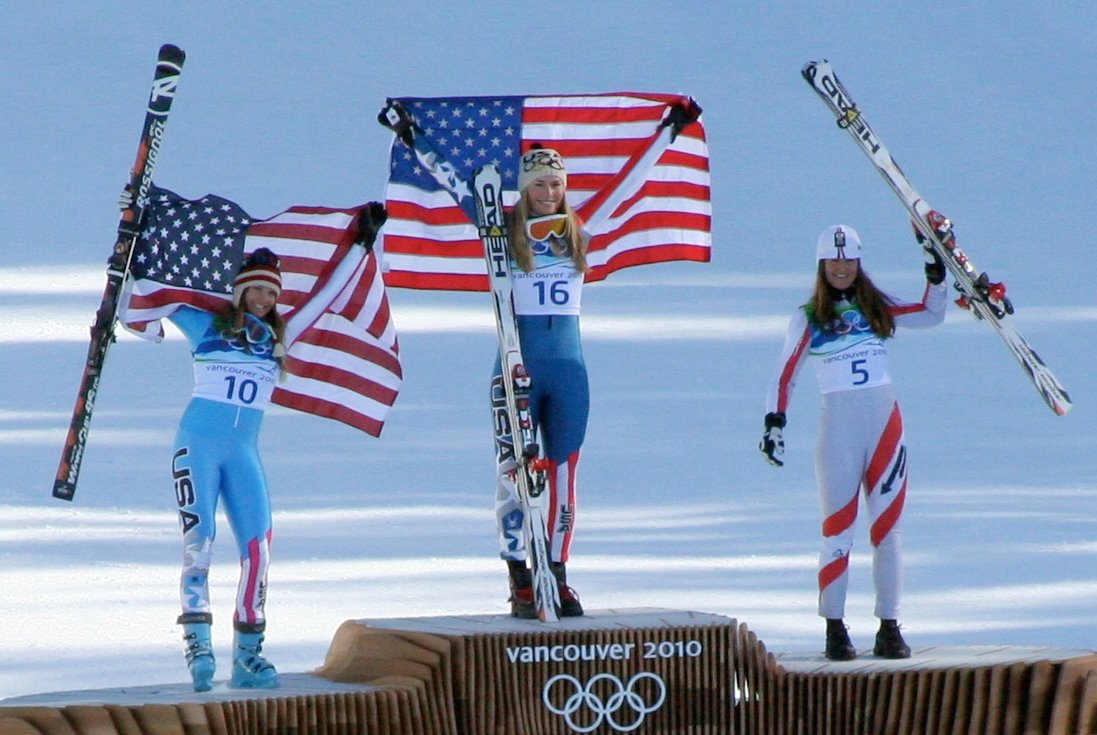
Het podium van de afdaling voor vrouwen

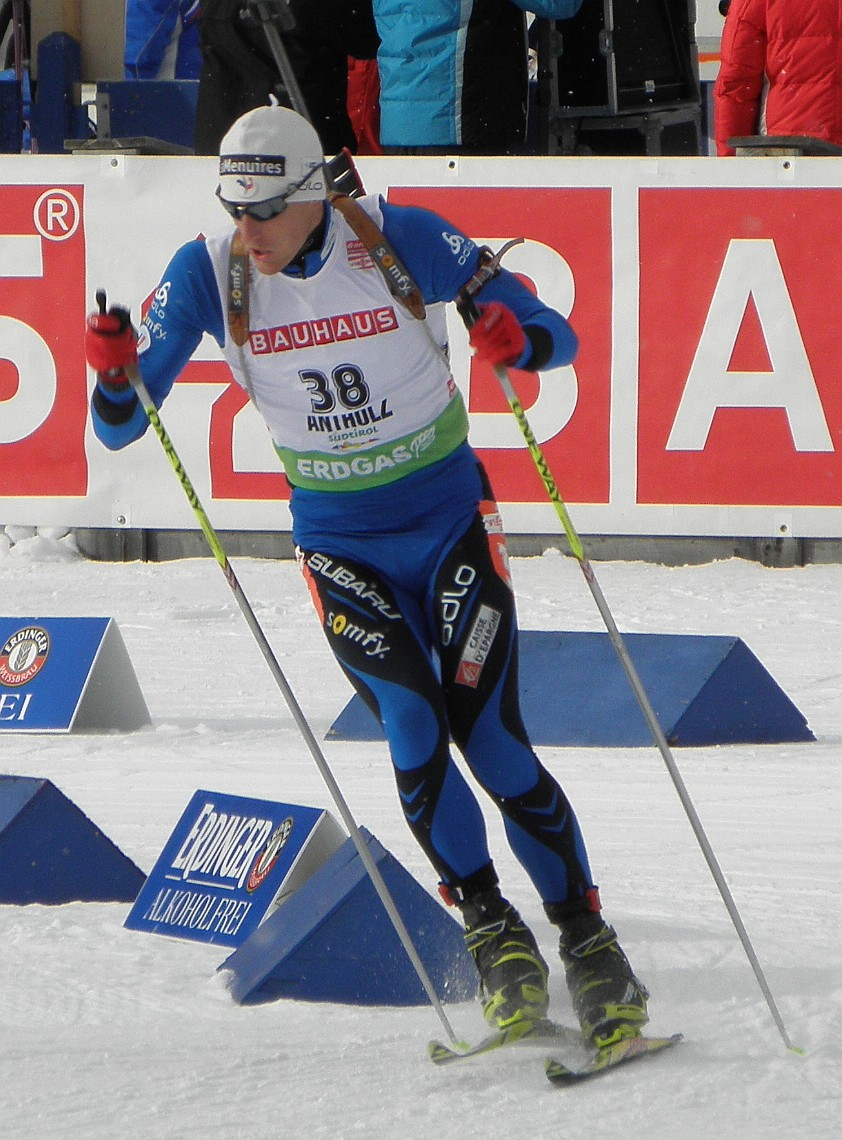
Jay, winnaar van de sprint

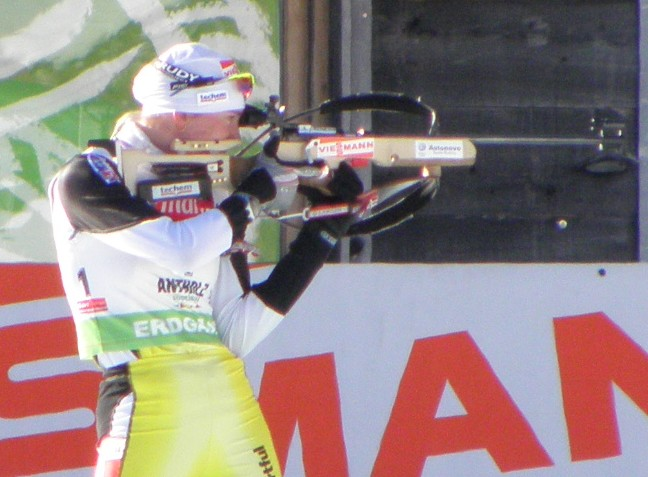
Kuzmina, winnares van de sprint

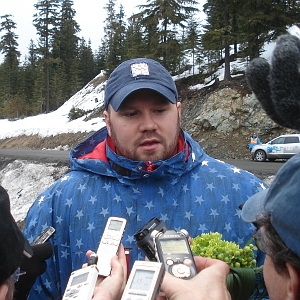
Holcomb, piloot van de gouden viermansbob

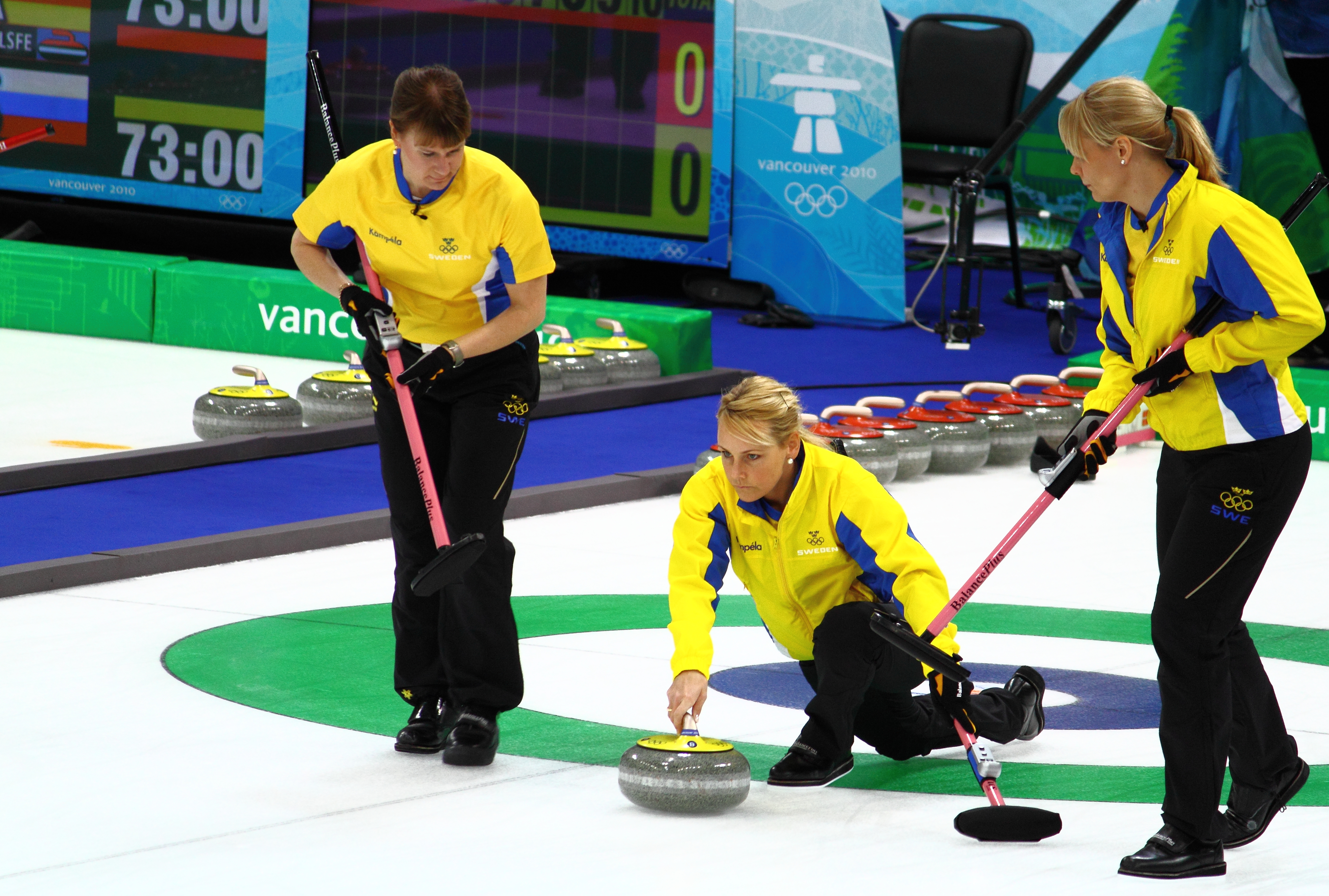
Het gouden Zweedse damesteam

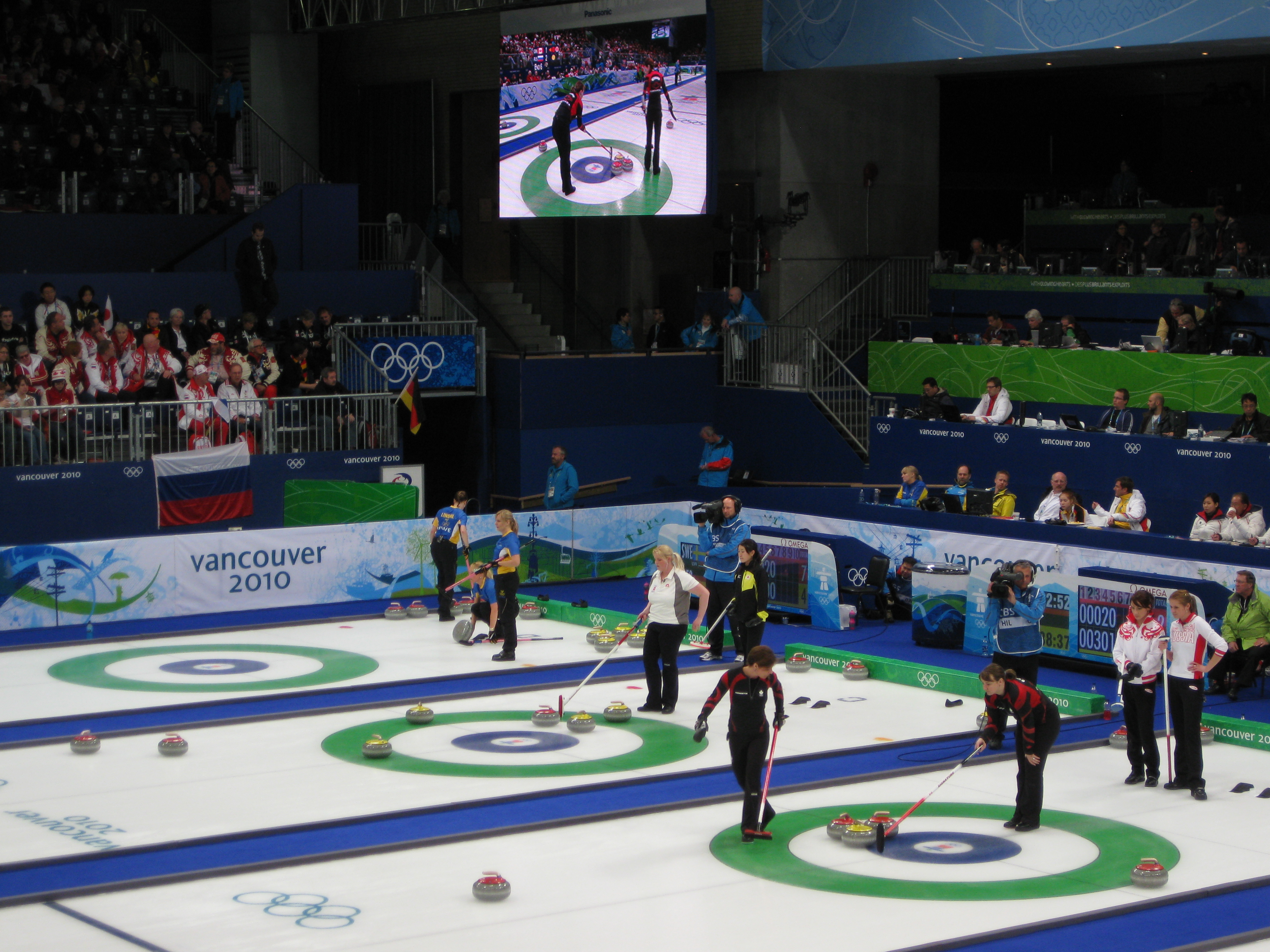
Curlingtoernooi

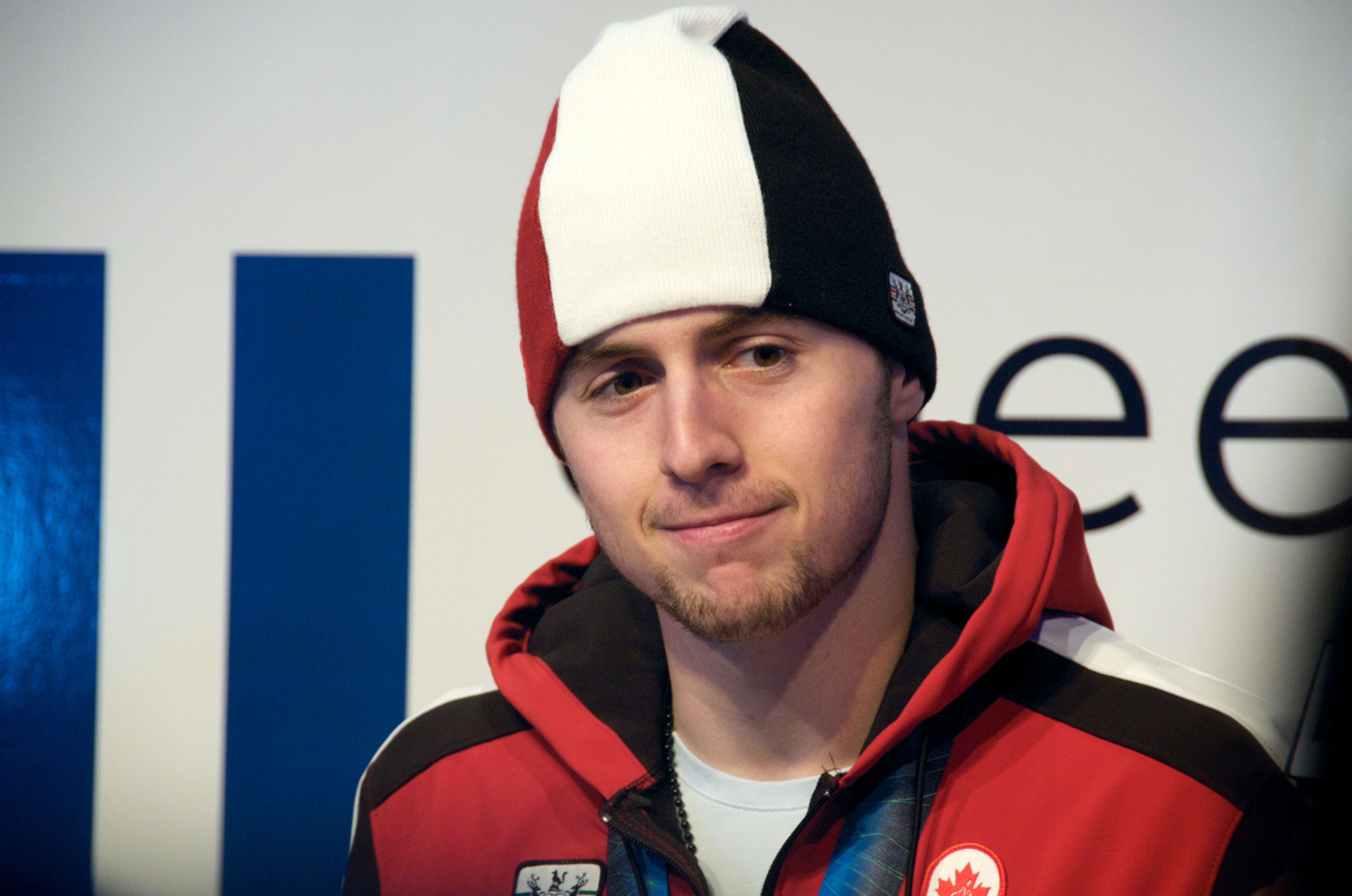
Alexandre Bilodeau, eerste thuisgoud voor Canada

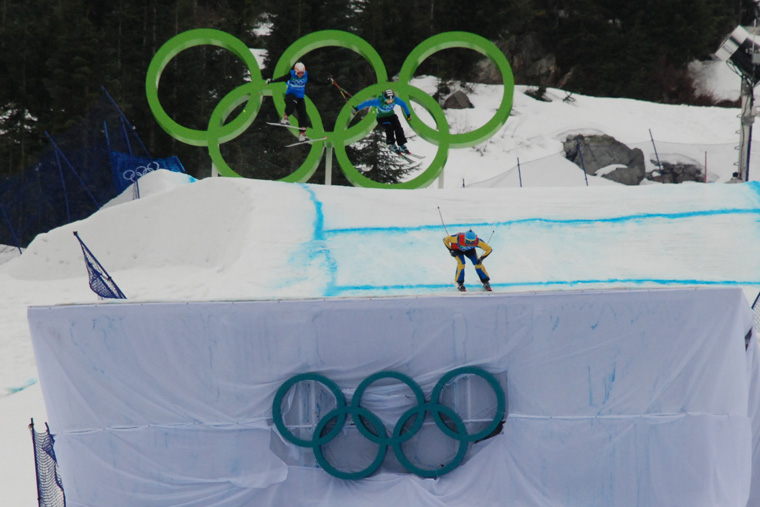
Het nieuwe onderdeel skicross

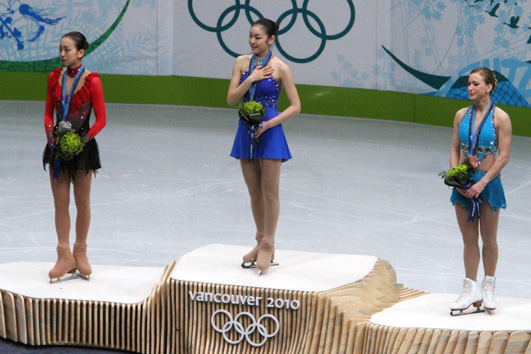
Het podium bij de vrouwen

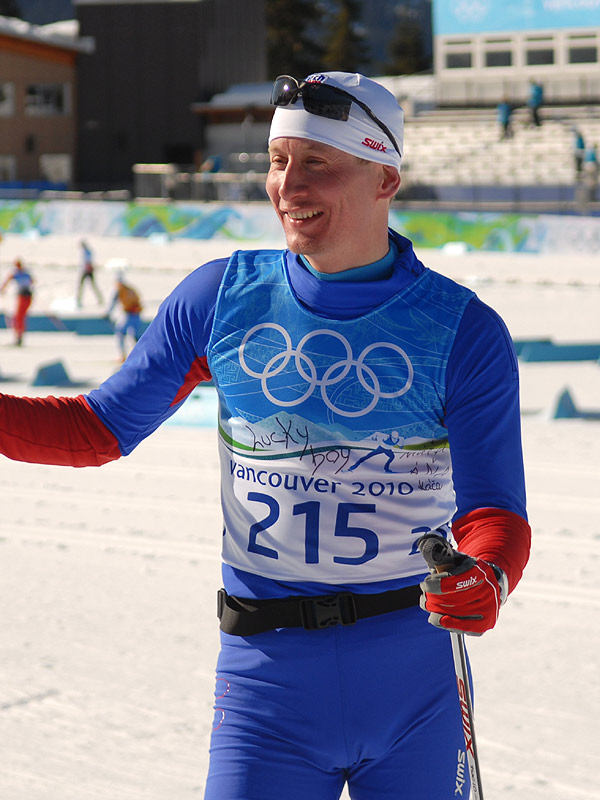
Lukáš Bauer, winnaar van twee bronzen medailles

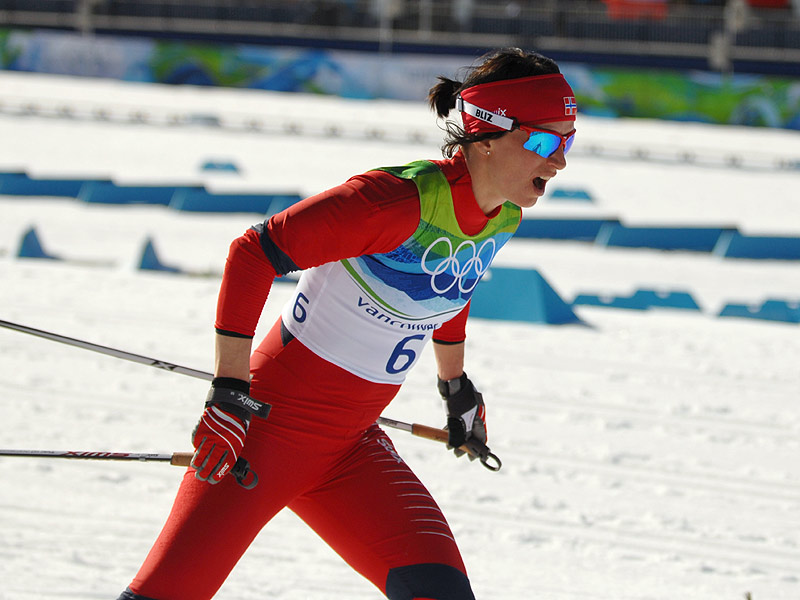
Marit Bjørgen, op weg naar een van haar drie gouden plakken

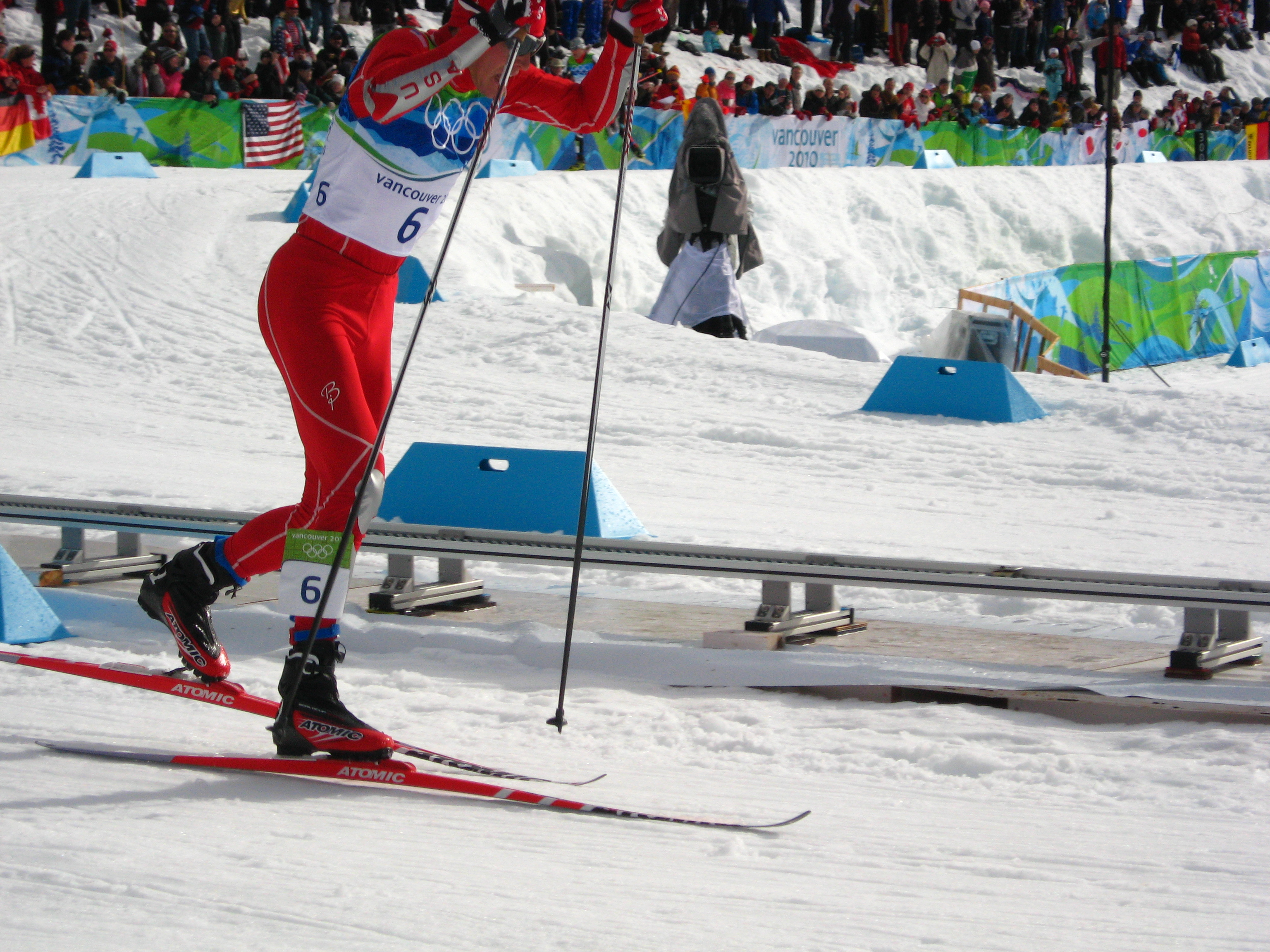
Bill Demong, tijdens zijn gouden race

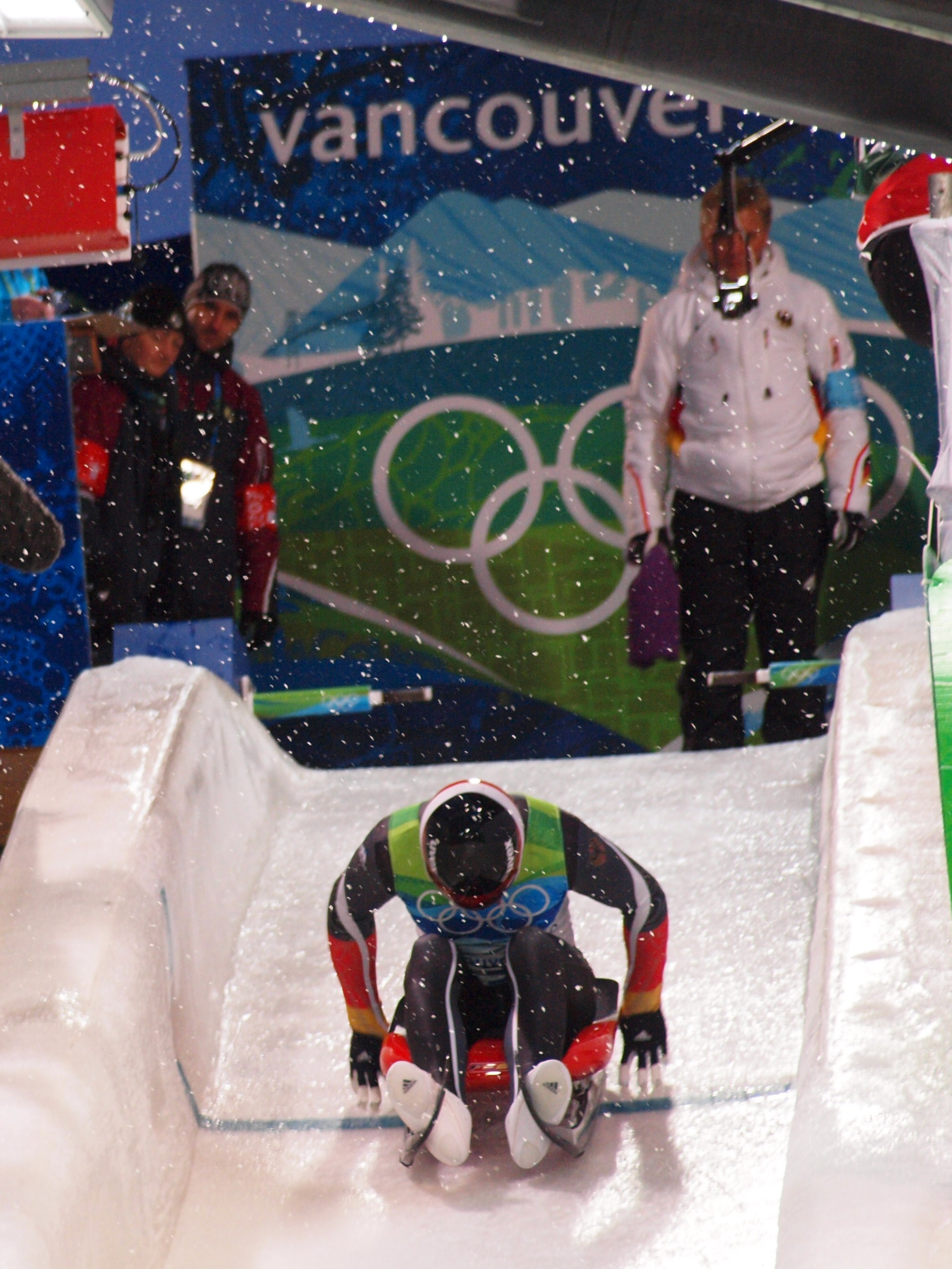
Start van een van de Duitse rodelaars

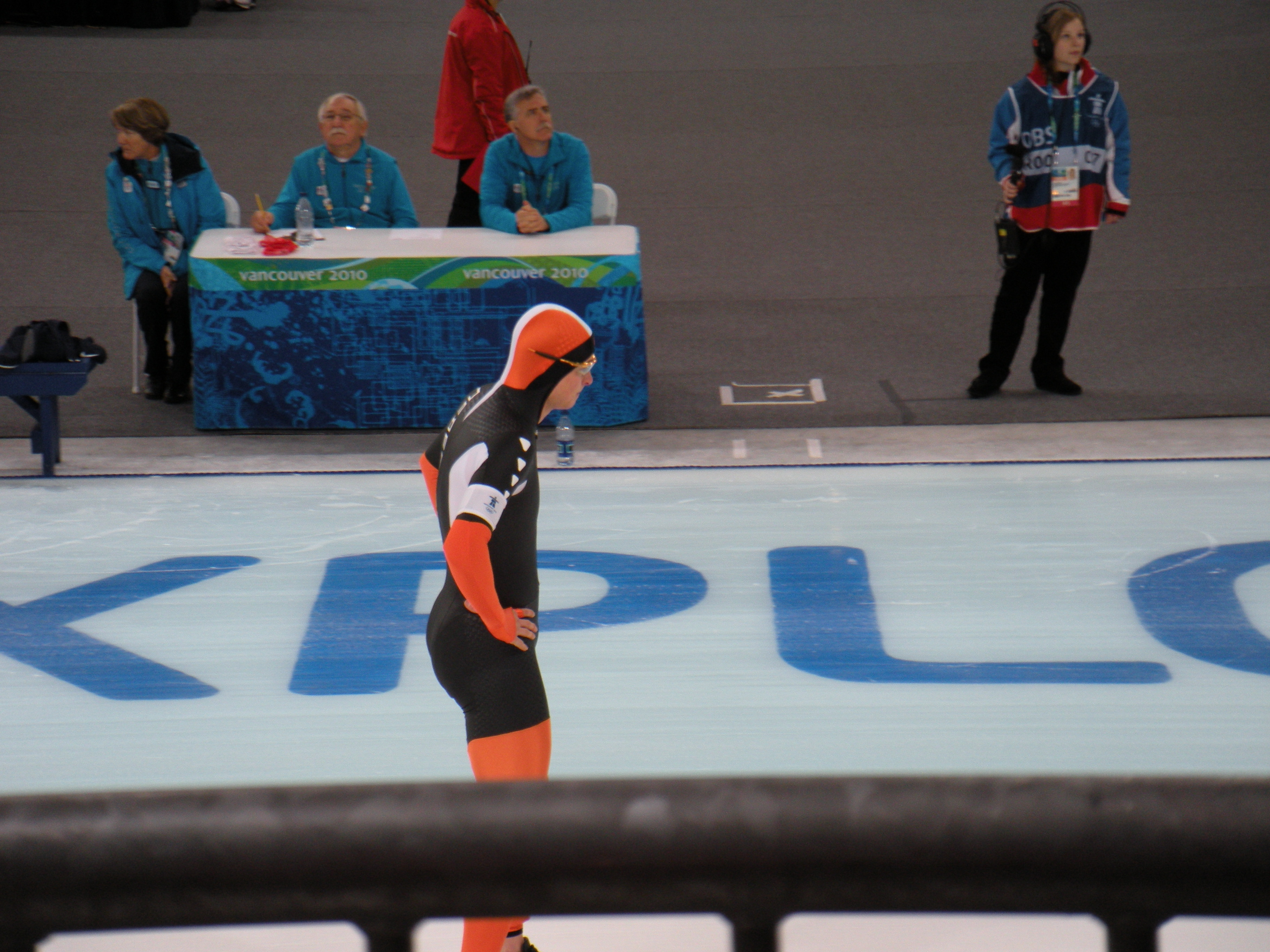
Sven Kramer, voor de start van zijn gouden 5000 meter

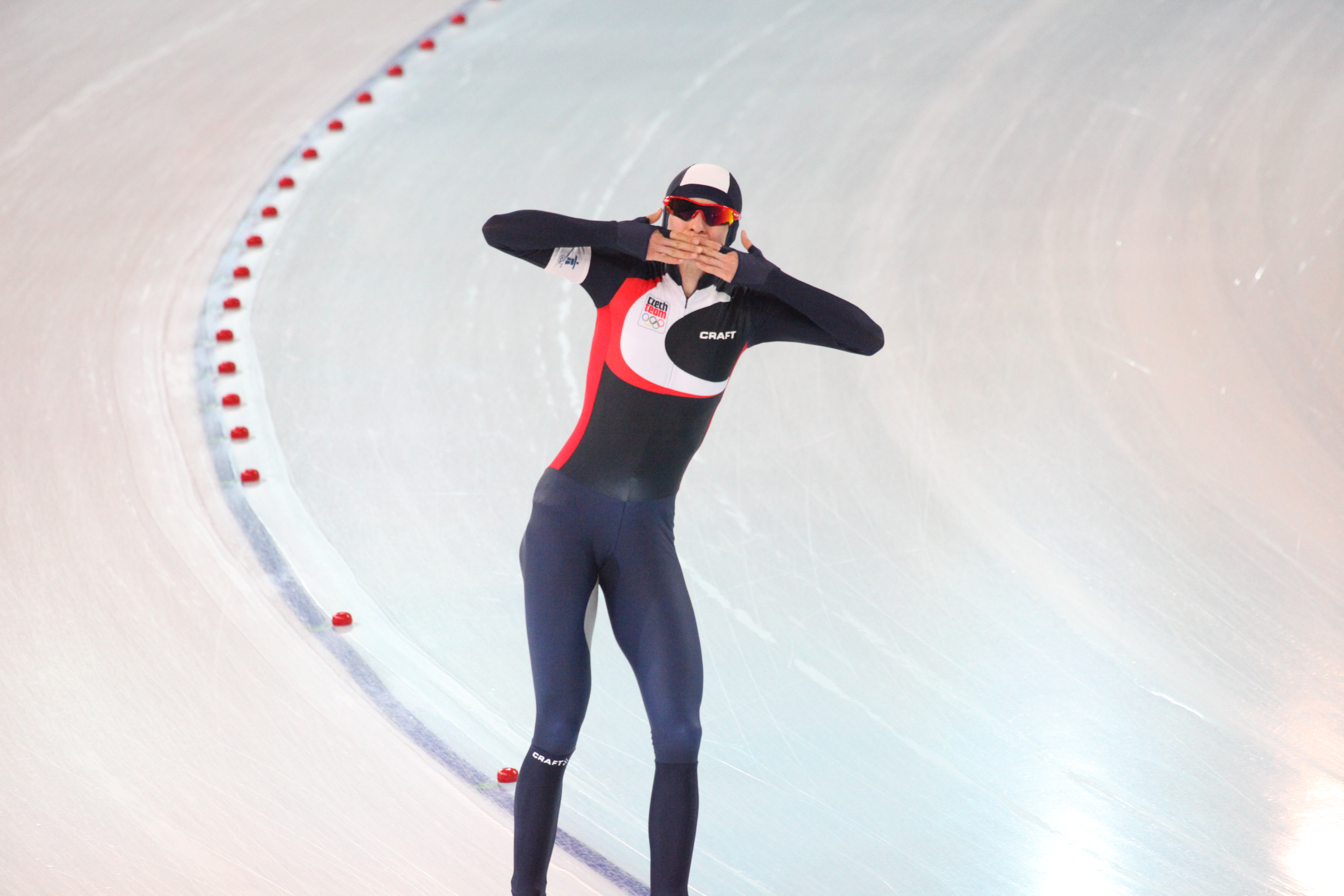
Sáblíková, won als enige schaatser tweemaal goud

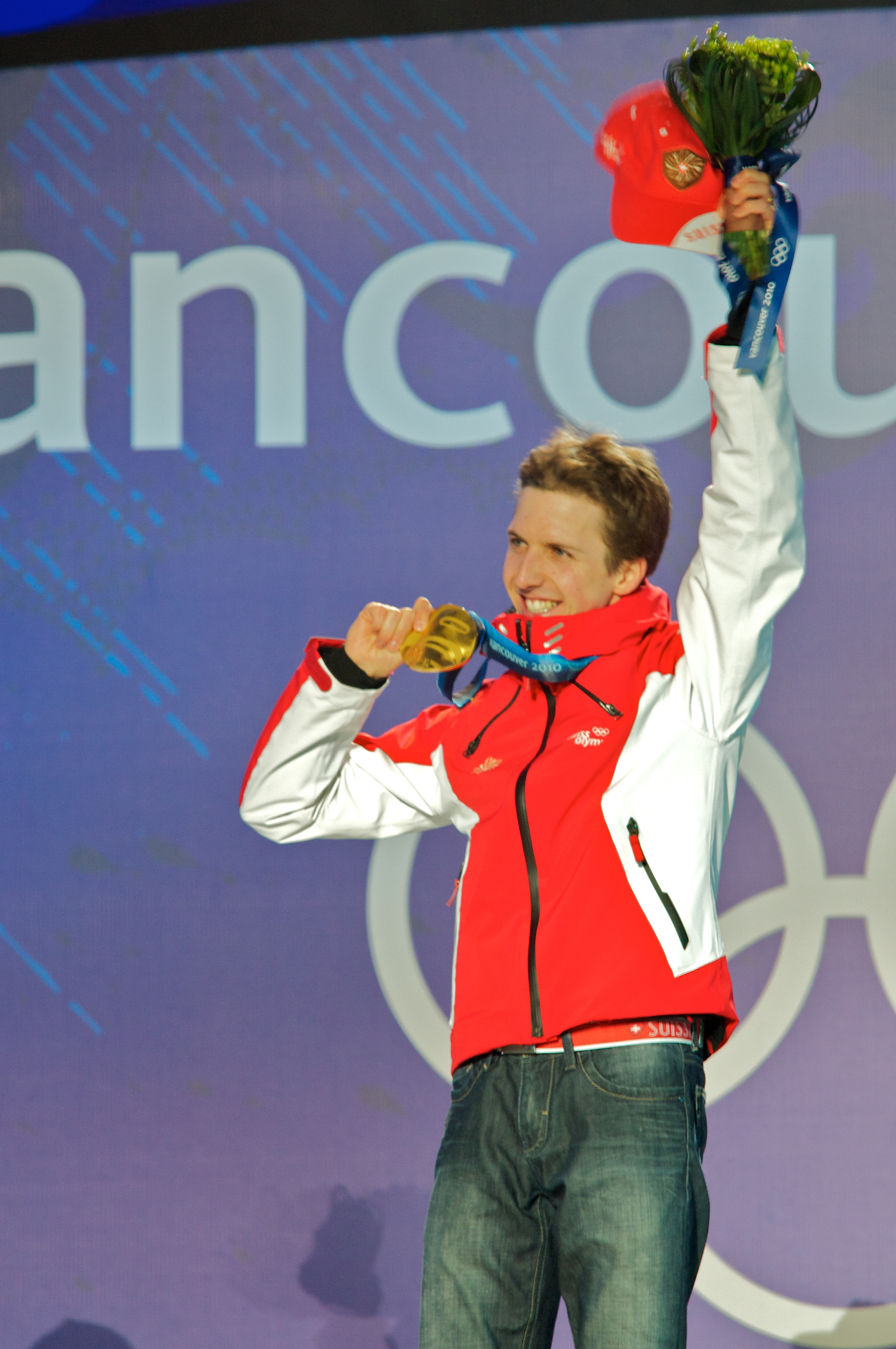
Ammann, won beide individuele onderdelen

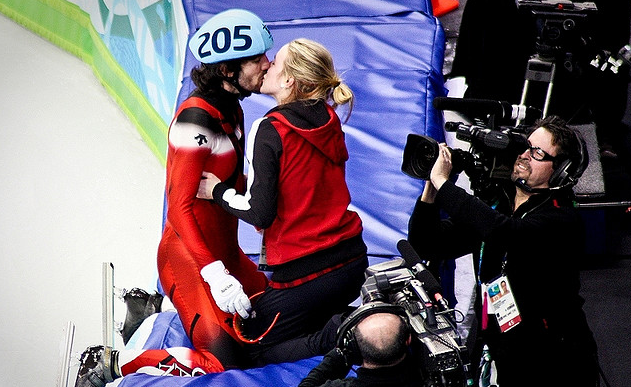
Charles Hamelin en Marianne St-Gelais

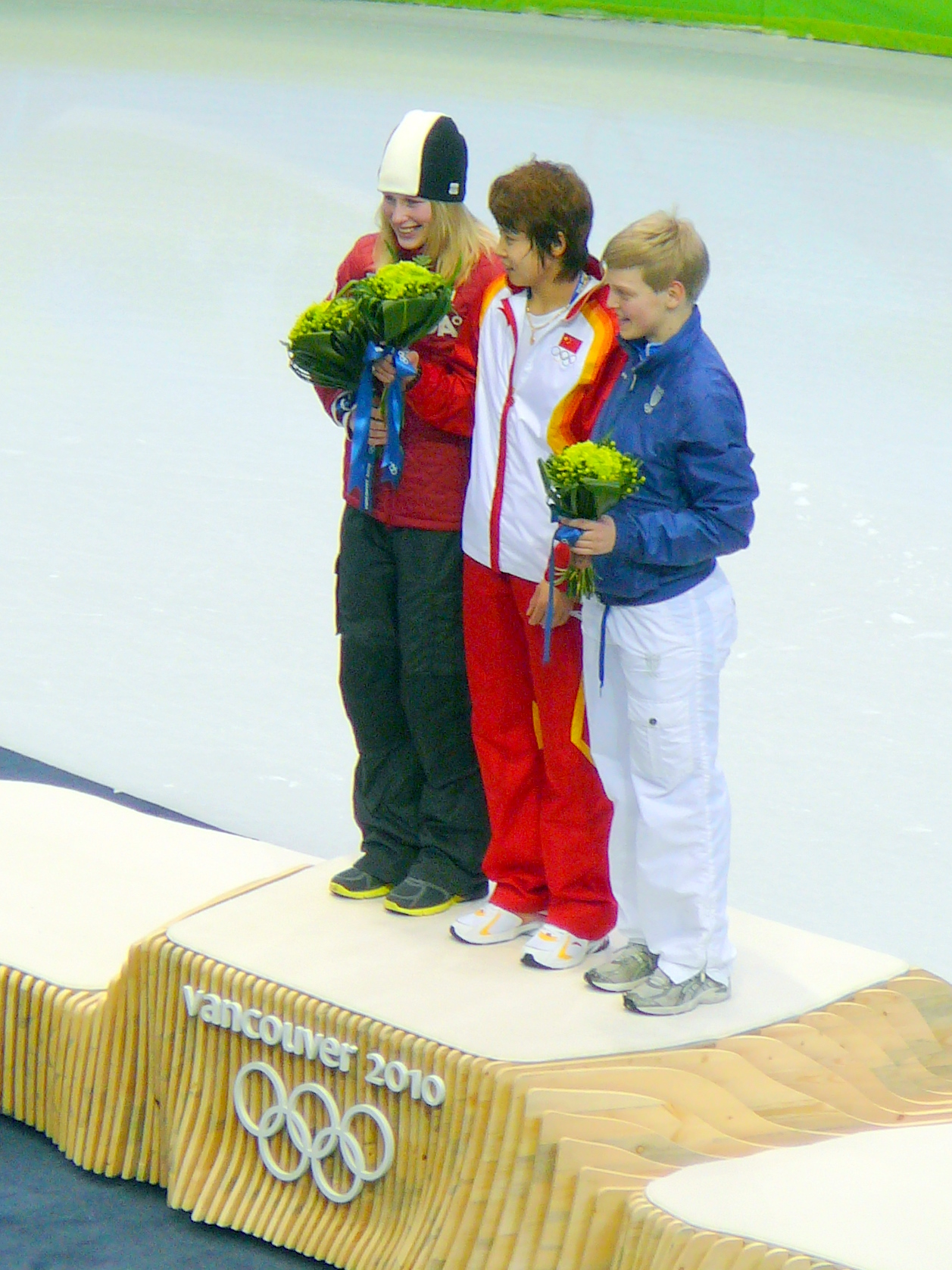
Podium van de 500 meter vrouwen

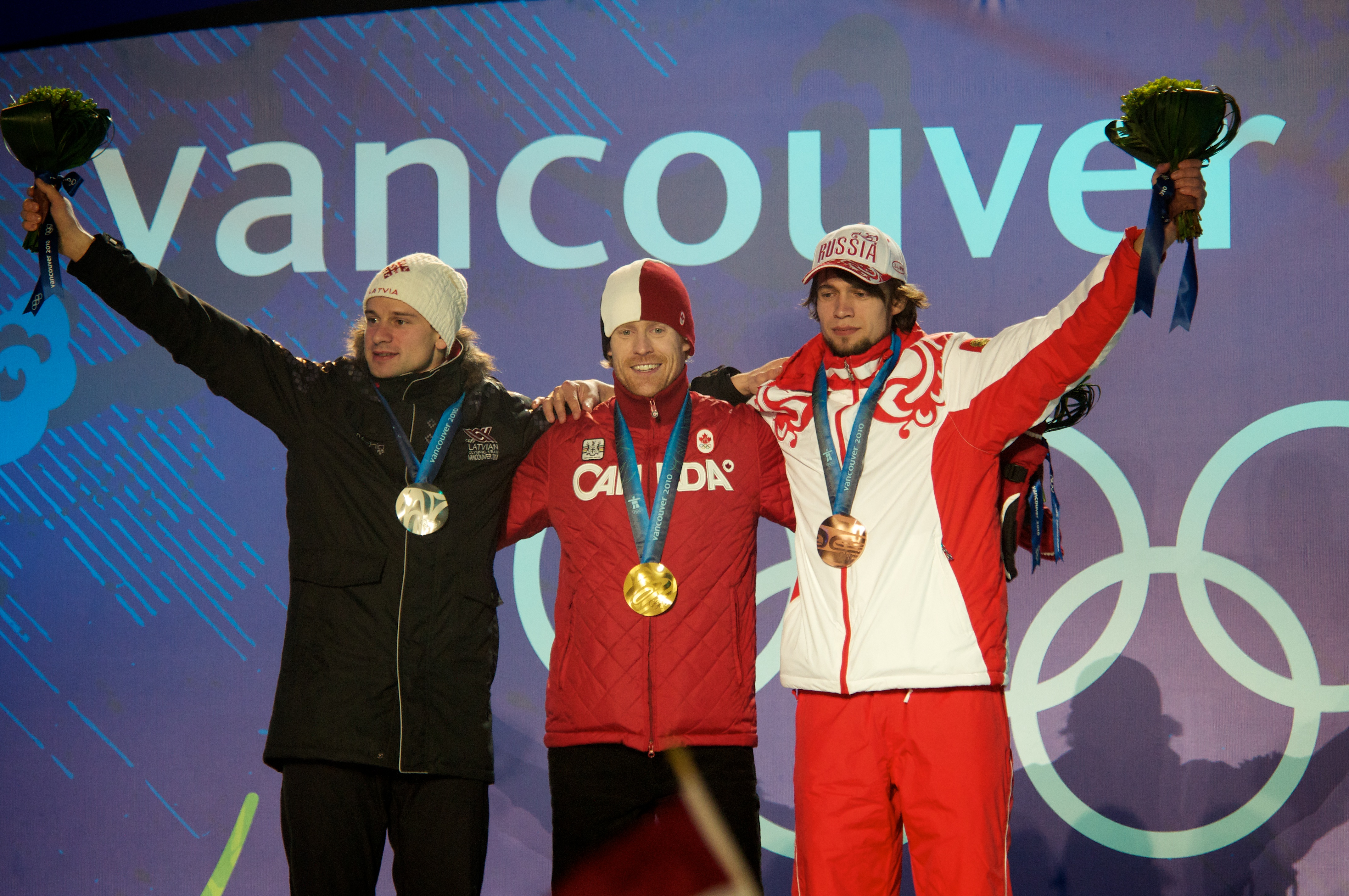
Podium van de mannenwedstrijd

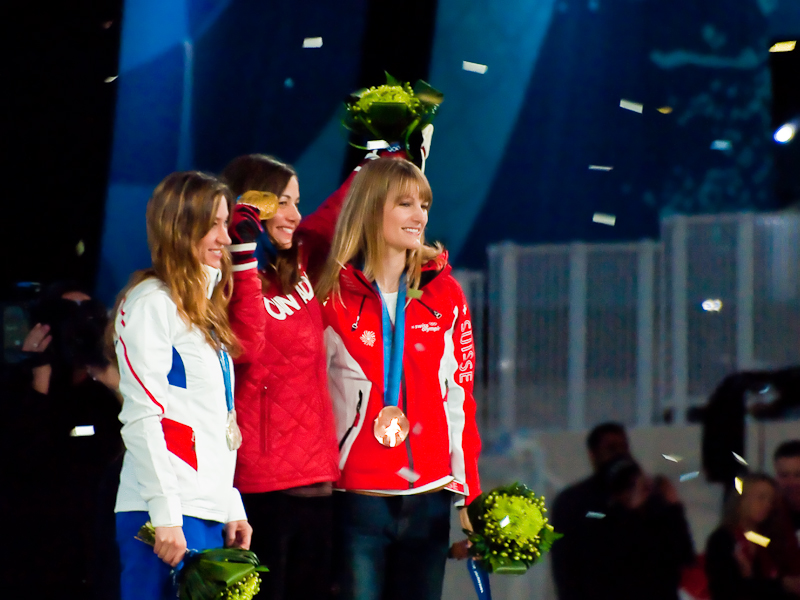
Podium van de snowboardcross (vrouwen)

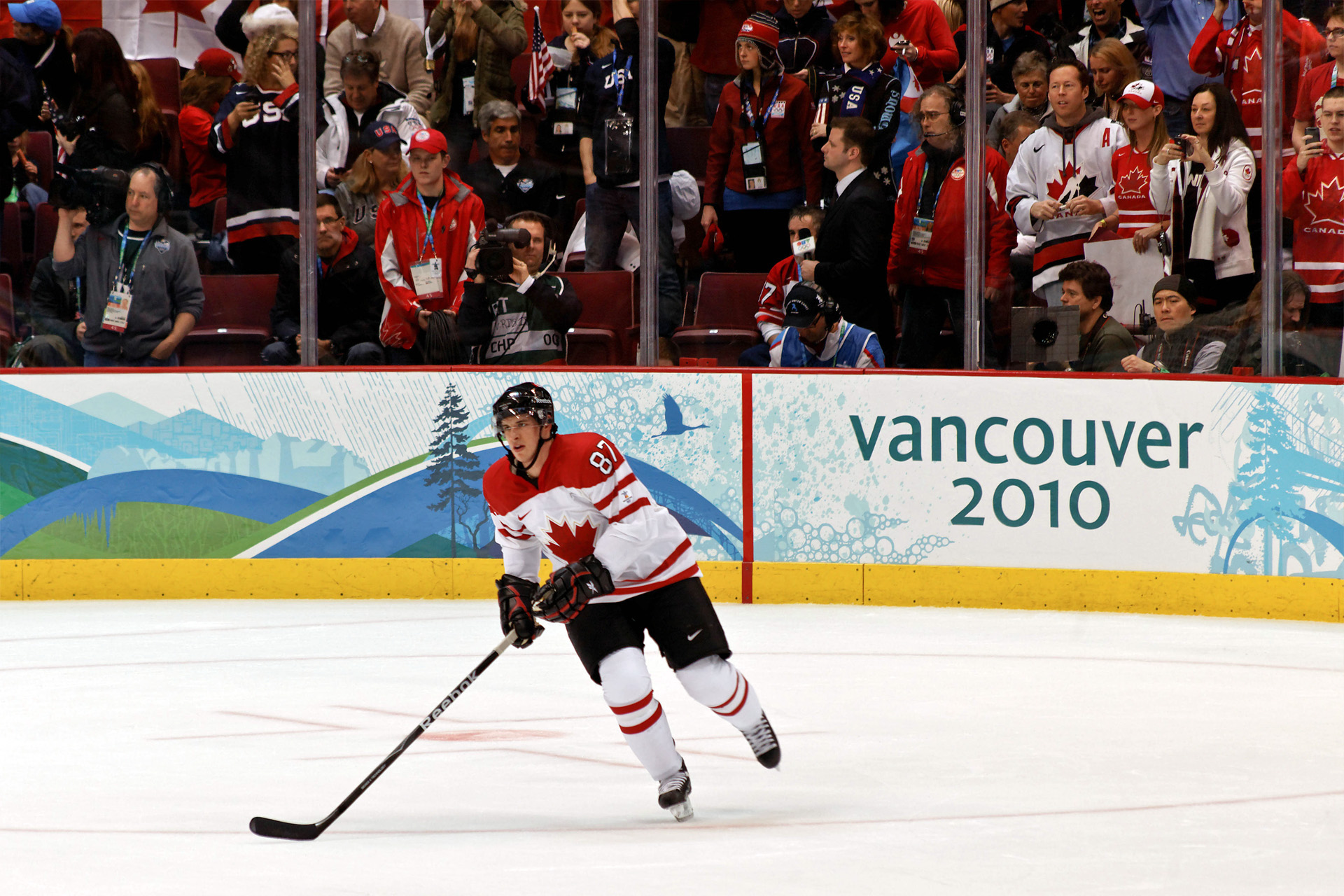
Sidney Crosby, bezorgde Canada het goud bij de mannen

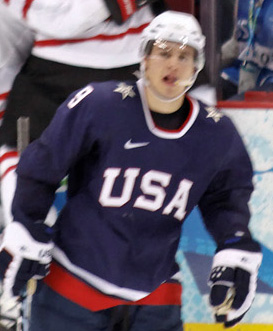
Zach Parise, scoorde in de finale

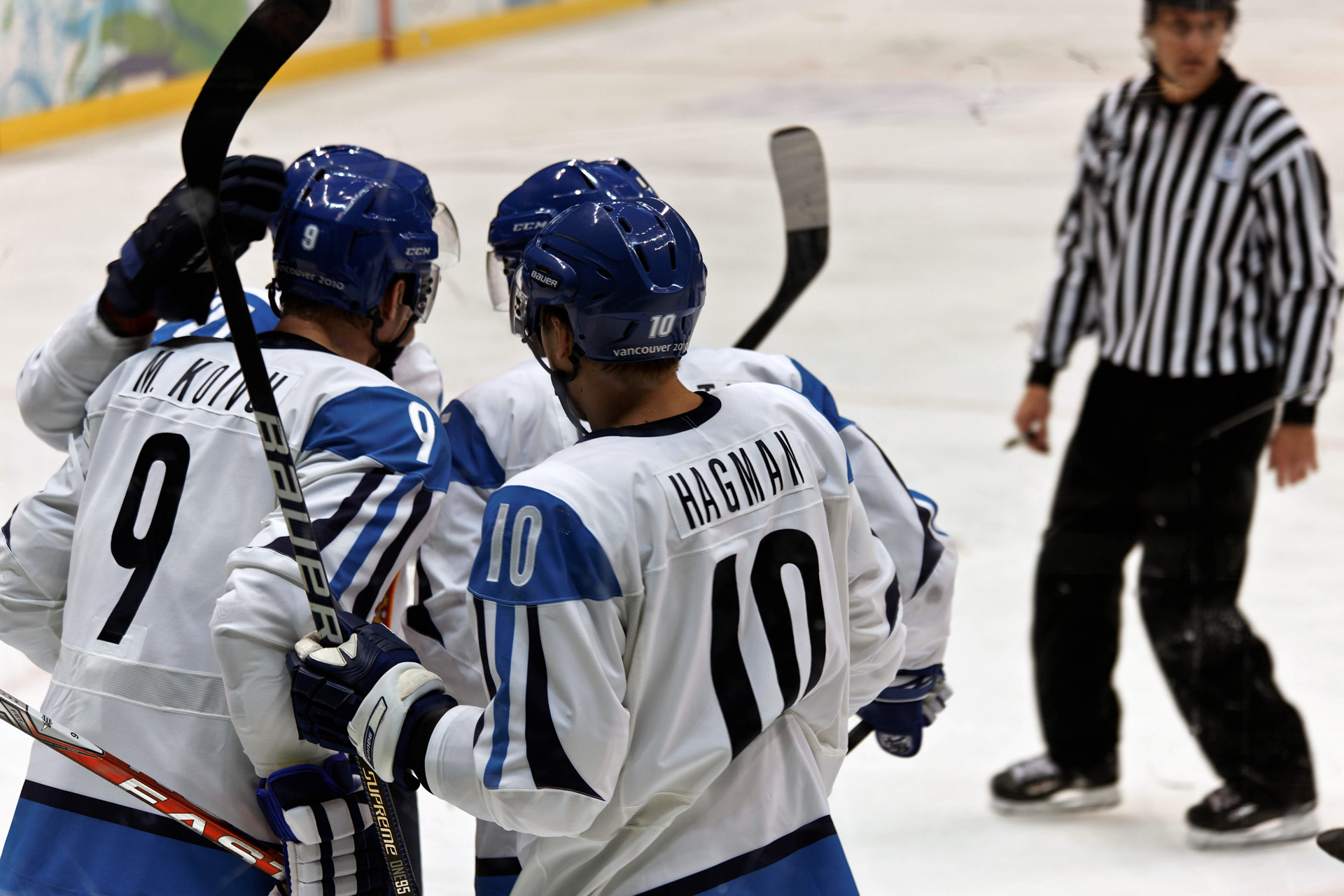
Finland behaalde de bronzen medaille

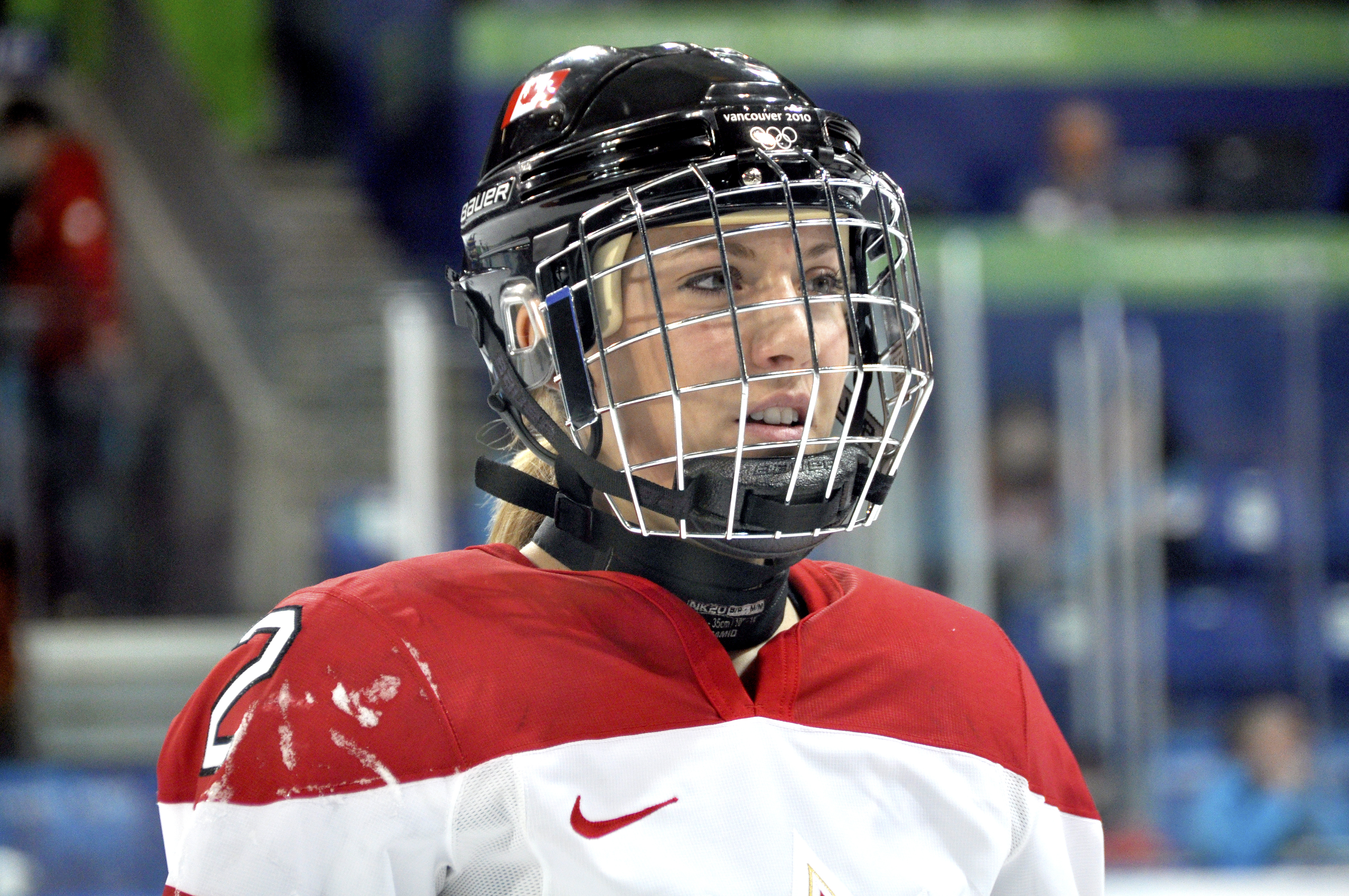
Acosta, lid van het gouden Canadese vrouwenteam

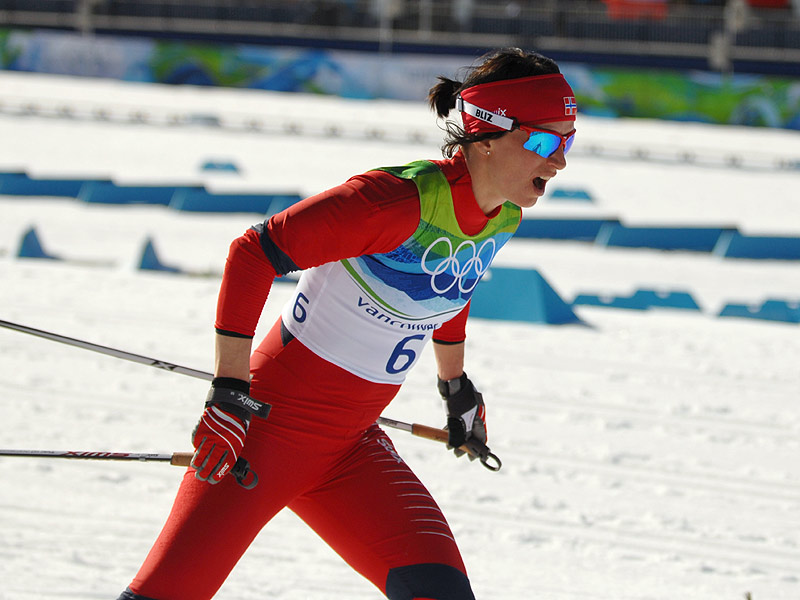
Marit Bjørgen, won de meeste medailles (5 in totaal, waarvan 3 gouden)

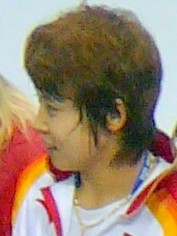
Wang Meng, won net als Bjørgen 3 maal goud

Mannen
| Onderdeel    | Goud | Goud               | Zilver | Zilver             | Brons | Brons              |
| ------------ | ---- | ------------------ | ------ | ------------------ | ----- | ------------------ |
| Combinatie   | USA  | Bode Miller        | CRO    | Ivica Kostelić     | SUI   | Silvan Zurbriggen  |
| Afdaling     | SUI  | Didier Défago      | NOR    | Aksel Lund Svindal | USA   | Bode Miller        |
| Reuzenslalom | SUI  | Carlo Janka        | NOR    | Kjetil Jansrud     | NOR   | Aksel Lund Svindal |
| Slalom       | ITA  | Giuliano Razzoli   | CRO    | Ivica Kostelić     | SWE   | André Myhrer       |
| Super G      | NOR  | Aksel Lund Svindal | USA    | Bode Miller        | USA   | Andrew Weibrecht   |

Vrouwen
| Onderdeel    | Goud | Goud                | Zilver | Zilver         | Brons | Brons           |
| ------------ | ---- | ------------------- | ------ | -------------- | ----- | --------------- |
| Combinatie   | GER  | Maria Riesch        | USA    | Julia Mancuso  | SWE   | Anja Pärson     |
| Afdaling     | USA  | Lindsey Vonn        | USA    | Julia Mancuso  | AUT   | Elisabeth Görgl |
| Reuzenslalom | GER  | Viktoria Rebensburg | SLO    | Tina Maze      | AUT   | Elisabeth Görgl |
| Slalom       | GER  | Maria Riesch        | AUT    | Marlies Schild | CZE   | Šárka Strachová |
| Super G      | AUT  | Andrea Fischbacher  | SLO    | Tina Maze      | USA   | Lindsey Vonn    |

## Biatlon
Mannen
| Onderdeel             | Goud | Goud                                                                | Zilver  | Zilver                                                             | Brons           | Brons                                                             |
| --------------------- | ---- | ------------------------------------------------------------------- | ------- | ------------------------------------------------------------------ | --------------- | ----------------------------------------------------------------- |
| 20 km individueel     | NOR  | Emil Hegle Svendsen                                                 | NOR BLR | Ole Einar Bjørndalen Sergej Novikov                                | niet uitgereikt | niet uitgereikt                                                   |
| 10 km sprint          | FRA  | Vincent Jay                                                         | NOR     | Emil Hegle Svendsen                                                | CRO             | Jakov Fak                                                         |
| 12,5 km achtervolging | SWE  | Björn Ferry                                                         | AUT     | Christoph Sumann                                                   | FRA             | Vincent Jay                                                       |
| 15 km massastart      | RUS  | Jevgeni Oestjoegov                                                  | FRA     | Martin Fourcade                                                    | SVK             | Pavol Hurajt                                                      |
| 4×7,5 km estafette    | NOR  | Halvard Hanevold Tarjei Bø Emil Hegle Svendsen Ole Einar Bjørndalen | AUT     | Simon Eder Daniel Mesotitsch Dominik Landertinger Christoph Sumann | RUS             | Ivan Tsjerezov Anton Sjipoelin Maksim Tsjoedov Jevgeni Oestjoegov |

Vrouwen
| Onderdeel           | Goud | Goud                                                                   | Zilver | Zilver                                                        | Brons | Brons                                                   |
| ------------------- | ---- | ---------------------------------------------------------------------- | ------ | ------------------------------------------------------------- | ----- | ------------------------------------------------------- |
| 15 km individueel   | NOR  | Tora Berger                                                            | KAZ    | Jelena Chroestaleva                                           | BLR   | Darja Domratsjeva                                       |
| 7,5 km sprint       | SVK  | Anastasiya Kuzmina                                                     | GER    | Magdalena Neuner                                              | FRA   | Marie Dorin                                             |
| 10 km achtervolging | GER  | Magdalena Neuner                                                       | SVK    | Anastasiya Kuzmina                                            | FRA   | Marie-Laure Brunet                                      |
| 12,5 km massastart  | GER  | Magdalena Neuner                                                       | RUS    | Olga Zajtseva                                                 | GER   | Simone Hauswald                                         |
| 4×6 km estafette    | RUS  | Svetlana Sleptsova Anna Bogali-Titovets Olga Medvedtseva Olga Zajtseva | FRA    | Marie-Laure Brunet Sylvie Becaert Marie Dorin Sandrine Bailly | GER   | Kati Wilhelm Simone Hauswald Martina Beck Andrea Henkel |

## Bobsleeën
| Onderdeel           | Goud | Goud                                                       | Zilver | Zilver                                                 | Brons | Brons                                                    |
| ------------------- | ---- | ---------------------------------------------------------- | ------ | ------------------------------------------------------ | ----- | -------------------------------------------------------- |
| Mannen tweemansbob  | GER  | André Lange Kevin Kuske                                    | GER    | Thomas Florschütz Richard Adjei                        | RUS   | Aleksandr Zoebkov Aleksej Vojevoda                       |
| Mannen viermansbob  | USA  | Steven Holcomb Steve Mesler Curtis Tomasevicz Justin Olsen | GER    | André Lange Kevin Kuske Alexander Rödiger Martin Putze | CAN   | Lyndon Rush David Bissett Lascelles Brown Chris le Bihan |
|                     |      |                                                            |        |                                                        |       |                                                          |
| Vrouwen tweemansbob | CAN  | Kaillie Humphries Heather Moyse                            | CAN    | Helen Upperton Shelley-Ann Brown                       | USA   | Erin Pac Elana Meyers                                    |

## Curling
| Onderdeel | Goud | Goud                                                                   | Zilver | Zilver                                                                           | Brons | Brons                                                            |
| --------- | ---- | ---------------------------------------------------------------------- | ------ | -------------------------------------------------------------------------------- | ----- | ---------------------------------------------------------------- |
| Mannen    | CAN  | Kevin Martin John Morris Marc Kennedy Ben Hebert Adam Enright          | NOR    | Thomas Ulsrud Torger Nergård Christoffer Svae Håvard Vad Petersson Thomas Løvold | SUI   | Ralph Stöckli Jan Hauser Markus Eggler Simon Strübin Toni Müller |
| Vrouwen   | SWE  | Anette Norberg Eva Lund Cathrine Lindahl Anna Le Moine Kajsa Bergström | CAN    | Cheryl Bernard Susan O'Connor Carolyn Darbyshire Cori Bartel Kristie Moore       | CHN   | Wang Bingyu Liu Yin Yue Qingshuang Zhou Yan Liu Jinli            |

## Freestyleskiën
Mannen
| Onderdeel | Goud | Goud               | Zilver | Zilver          | Brons | Brons          |
| --------- | ---- | ------------------ | ------ | --------------- | ----- | -------------- |
| Aerials   | BLR  | Aleksej Grisjin    | USA    | Jeret Peterson  | CHN   | Liu Zhongqing  |
| Moguls    | CAN  | Alexandre Bilodeau | AUS    | Dale Begg-Smith | USA   | Bryon Wilson   |
| Ski cross | SUI  | Michael Schmid     | AUT    | Andreas Matt    | NOR   | Audun Grønvold |

Vrouwen
| Onderdeel | Goud | Goud            | Zilver | Zilver         | Brons | Brons            |
| --------- | ---- | --------------- | ------ | -------------- | ----- | ---------------- |
| Aerials   | AUS  | Lydia Lassila   | CHN    | Li Nina        | CHN   | Guo Xinxin       |
| Moguls    | USA  | Hannah Kearney  | CAN    | Jennifer Heil  | USA   | Shannon Bahrke   |
| Ski cross | CAN  | Ashleigh McIvor | NOR    | Hedda Berntsen | FRA   | Marion Josserand |

## Kunstrijden
| Onderdeel | Goud | Goud                    | Zilver | Zilver                    | Brons | Brons                           |
| --------- | ---- | ----------------------- | ------ | ------------------------- | ----- | ------------------------------- |
| Mannen    | USA  | Evan Lysacek            | RUS    | Jevgeni Pljoesjtsjenko    | JPN   | Daisuke Takahashi               |
| Vrouwen   | KOR  | Kim Yu-na               | JPN    | Mao Asada                 | CAN   | Joannie Rochette                |
| Paren     | CHN  | Shen Xue Zhao Hongbo    | CHN    | Pang Qing Tong Jian       | GER   | Aliona Savchenko Robin Szolkowy |
| IJsdansen | CAN  | Tessa Virtue Scott Moir | USA    | Meryl Davis Charlie White | RUS   | Oksana Domnina Maksim Sjabalin  |

## Langlaufen
Mannen
| Onderdeel           | Goud | Goud                                                            | Zilver | Zilver                                                                | Brons | Brons                                            |
| ------------------- | ---- | --------------------------------------------------------------- | ------ | --------------------------------------------------------------------- | ----- | ------------------------------------------------ |
| Sprint              | RUS  | Nikita Krjoekov                                                 | RUS    | Aleksandr Panzjinski                                                  | NOR   | Petter Northug                                   |
| 15 km vrije stijl   | SUI  | Dario Cologna                                                   | ITA    | Pietro Piller Cottrer                                                 | CZE   | Lukáš Bauer                                      |
| 30 km achtervolging | SWE  | Marcus Hellner                                                  | GER    | Tobias Angerer                                                        | SWE   | Johan Olsson                                     |
| 50 km klassiek      | NOR  | Petter Northug                                                  | GER    | Axel Teichmann                                                        | SWE   | Johan Olsson                                     |
|                     |      |                                                                 |        |                                                                       |       |                                                  |
| Teamsprint          | NOR  | Øystein Pettersen Petter Northug                                | GER    | Tim Tscharnke Axel Teichmann                                          | RUS   | Nikolaj Morilov Aleksej Petoechov                |
| 4×10 km estafette   | SWE  | Daniel Richardsson Johan Olsson Anders Södergren Marcus Hellner | NOR    | Martin Johnsrud Sundby Odd-Bjørn Hjelmeset Lars Berger Petter Northug | CZE   | Martin Jakš Lukáš Bauer Jiří Magál Martin Koukal |

Vrouwen
| Onderdeel           | Goud | Goud                                                                 | Zilver | Zilver                                                              | Brons | Brons                                                                 |
| ------------------- | ---- | -------------------------------------------------------------------- | ------ | ------------------------------------------------------------------- | ----- | --------------------------------------------------------------------- |
| Sprint              | NOR  | Marit Bjørgen                                                        | POL    | Justyna Kowalczyk                                                   | SLO   | Petra Majdič                                                          |
| 10 km vrije stijl   | SWE  | Charlotte Kalla                                                      | EST    | Kristina Šmigun-Vähi                                                | NOR   | Marit Bjørgen                                                         |
| 15 km achtervolging | NOR  | Marit Bjørgen                                                        | SWE    | Anna Haag                                                           | POL   | Justyna Kowalczyk                                                     |
| 30 km klassiek      | POL  | Justyna Kowalczyk                                                    | NOR    | Marit Bjørgen                                                       | FIN   | Aino-Kaisa Saarinen                                                   |
|                     |      |                                                                      |        |                                                                     |       |                                                                       |
| Teamsprint          | GER  | Evi Sachenbacher-Stehle Claudia Nystad                               | SWE    | Charlotte Kalla Anna Haag                                           | RUS   | Irina Chazova Natalja Korosteleva                                     |
| 4×5 km estafette    | NOR  | Vibeke Skofterud Therese Johaug Kristin Størmer Steira Marit Bjørgen | GER    | Katrin Zeller Evi Sachenbacher-Stehle Miriam Gössner Claudia Nystad | FIN   | Pirjo Muranen Virpi Kuitunen Riitta-Liisa Roponen Aino-Kaisa Saarinen |

## Noordse combinatie
| Onderdeel    | Goud | Goud                                                       | Zilver | Zilver                                                  | Brons | Brons                                                       |
| ------------ | ---- | ---------------------------------------------------------- | ------ | ------------------------------------------------------- | ----- | ----------------------------------------------------------- |
| Gundersen NH | FRA  | Jason Lamy-Chappuis                                        | USA    | Johnny Spillane                                         | ITA   | Alessandro Pittin                                           |
| Gundersen LH | USA  | Bill Demong                                                | USA    | Johnny Spillane                                         | AUT   | Bernhard Gruber                                             |
| Team         | AUT  | Bernhard Gruber David Kreiner Felix Gottwald Mario Stecher | USA    | Brett Camerota Todd Lodwick Johnny Spillane Bill Demong | GER   | Johannes Rydzek Tino Edelmann Eric Frenzel Björn Kircheisen |

## Rodelen
| Onderdeel     | Goud | Goud                           | Zilver | Zilver                 | Brons | Brons                          |
| ------------- | ---- | ------------------------------ | ------ | ---------------------- | ----- | ------------------------------ |
| Mannen enkel  | GER  | Felix Loch                     | GER    | David Möller           | ITA   | Armin Zöggeler                 |
| Vrouwen enkel | GER  | Tatjana Hüfner                 | AUT    | Nina Reithmayer        | GER   | Natalie Geisenberger           |
| Dubbel        | AUT  | Andreas Linger Wolfgang Linger | LAT    | Andris Šics Juris Šics | GER   | Patric Leitner Alexander Resch |

## Schaatsen
Mannen
| Onderdeel            | Goud | Goud                                         | Zilver | Zilver                                                   | Brons | Brons                                                  |
| -------------------- | ---- | -------------------------------------------- | ------ | -------------------------------------------------------- | ----- | ------------------------------------------------------ |
| 500 m                | KOR  | Mo Tae-bum                                   | JPN    | Keiichiro Nagashima                                      | JPN   | Joji Kato                                              |
| 1000 m               | USA  | Shani Davis                                  | KOR    | Mo Tae-bum                                               | USA   | Chad Hedrick                                           |
| 1500 m               | NED  | Mark Tuitert                                 | USA    | Shani Davis                                              | NOR   | Håvard Bøkko                                           |
| 5000 m               | NED  | Sven Kramer                                  | KOR    | Lee Seung-hoon                                           | RUS   | Ivan Skobrev                                           |
| 10.000 m             | KOR  | Lee Seung-hoon                               | RUS    | Ivan Skobrev                                             | NED   | Bob de Jong                                            |
| Ploegenachtervolging | CAN  | Mathieu Giroux Lucas Makowsky Denny Morrison | USA    | Brian Hansen Chad Hedrick Jonathan Kuck Trevor Marsicano | NED   | Jan Blokhuijsen Sven Kramer Simon Kuipers Mark Tuitert |

Vrouwen
| Onderdeel            | Goud | Goud                                                                   | Zilver | Zilver                                | Brons | Brons                                                       |
| -------------------- | ---- | ---------------------------------------------------------------------- | ------ | ------------------------------------- | ----- | ----------------------------------------------------------- |
| 500 m                | KOR  | Lee Sang-hwa                                                           | GER    | Jenny Wolf                            | CHN   | Wang Beixing                                                |
| 1000 m               | CAN  | Christine Nesbitt                                                      | NED    | Annette Gerritsen                     | NED   | Laurine van Riessen                                         |
| 1500 m               | NED  | Ireen Wüst                                                             | CAN    | Kristina Groves                       | CZE   | Martina Sáblíková                                           |
| 3000 m               | CZE  | Martina Sáblíková                                                      | GER    | Stephanie Beckert                     | CAN   | Kristina Groves                                             |
| 5000 m               | CZE  | Martina Sáblíková                                                      | GER    | Stephanie Beckert                     | CAN   | Clara Hughes                                                |
| Ploegenachtervolging | GER  | Daniela Anschütz Stephanie Beckert Anni Friesinger Katrin Mattscherodt | JPN    | Masako Hozumi Nao Kodaira Maki Tabata | POL   | Katarzyna Bachleda-Curuś Katarzyna Woźniak Luiza Złotkowska |

## Schansspringen
| Onderdeel      | Goud | Goud                                                                    | Zilver | Zilver                                                       | Brons | Brons                                                       |
| -------------- | ---- | ----------------------------------------------------------------------- | ------ | ------------------------------------------------------------ | ----- | ----------------------------------------------------------- |
| Normale schans | SUI  | Simon Ammann                                                            | POL    | Adam Małysz                                                  | AUT   | Gregor Schlierenzauer                                       |
| Grote schans   | SUI  | Simon Ammann                                                            | POL    | Adam Małysz                                                  | AUT   | Gregor Schlierenzauer                                       |
| Team           | AUT  | Wolfgang Loitzl Andreas Kofler Thomas Morgenstern Gregor Schlierenzauer | GER    | Michael Neumayer Andreas Wank Martin Schmitt Michael Uhrmann | NOR   | Anders Bardal Tom Hilde Johan Remen Evensen Anders Jacobsen |

## Shorttrack
Mannen
| Onderdeel | Goud | Goud                                                                                     | Zilver | Zilver                                                        | Brons | Brons                                                                     |
| --------- | ---- | ---------------------------------------------------------------------------------------- | ------ | ------------------------------------------------------------- | ----- | ------------------------------------------------------------------------- |
| 500 m     | CAN  | Charles Hamelin                                                                          | KOR    | Sung Si-bak                                                   | CAN   | François-Louis Tremblay                                                   |
| 1000 m    | KOR  | Lee Jung-su                                                                              | KOR    | Lee Ho-suk                                                    | USA   | Apolo Anton Ohno                                                          |
| 1500 m    | KOR  | Lee Jung-su                                                                              | USA    | Apolo Anton Ohno                                              | USA   | John Robert Celski                                                        |
| Relay     | CAN  | Charles Hamelin François Hamelin Olivier Jean François-Louis Tremblay Guillaume Bastille | KOR    | Kwak Yoon-gy Lee Ho-suk Lee Jung-su Sung Si-bak Kim Seoung-il | USA   | John Robert Celski Travis Jayner Jordan Malone Apolo Anton Ohno Simon Cho |

Vrouwen
| Onderdeel | Goud | Goud                                     | Zilver | Zilver                                                       | Brons | Brons                                                                       |
| --------- | ---- | ---------------------------------------- | ------ | ------------------------------------------------------------ | ----- | --------------------------------------------------------------------------- |
| 500 m     | CHN  | Wang Meng                                | CAN    | Marianne St-Gelais                                           | ITA   | Arianna Fontana                                                             |
| 1000 m    | CHN  | Wang Meng                                | USA    | Katherine Reutter                                            | KOR   | Park Seung-hi                                                               |
| 1500 m    | CHN  | Zhou Yang                                | KOR    | Lee Eun-byul                                                 | KOR   | Park Seung-hi                                                               |
| Relay     | CHN  | Sun Linlin Wang Meng Zhang Hui Zhou Yang | CAN    | Jessica Gregg Kalyna Roberge Marianne St-Gelais Tania Vicent | USA   | Allison Baver Kimberley Derrick Alyson Dudek Lana Gehring Katherine Reutter |

## Skeleton
| Onderdeel | Goud | Goud           | Zilver | Zilver             | Brons | Brons               |
| --------- | ---- | -------------- | ------ | ------------------ | ----- | ------------------- |
| Mannen    | CAN  | Jon Montgomery | LAT    | Martins Dukurs     | RUS   | Aleksandr Tretjakov |
| Vrouwen   | GBR  | Amy Williams   | GER    | Kerstin Szymkowiak | GER   | Anja Huber          |

## Snowboarden
Mannen
| Onderdeel            | Goud | Goud               | Zilver | Zilver          | Brons | Brons            |
| -------------------- | ---- | ------------------ | ------ | --------------- | ----- | ---------------- |
| Halfpipe             | USA  | Shaun White        | FIN    | Peetu Piiroinen | USA   | Scotty Lago      |
| Parallelreuzenslalom | CAN  | Jasey-Jay Anderson | AUT    | Benjamin Karl   | FRA   | Mathieu Bozzetto |
| Snowboardcross       | USA  | Seth Wescott       | CAN    | Mike Robertson  | FRA   | Tony Ramoin      |

Vrouwen
| Onderdeel            | Goud | Goud                | Zilver | Zilver                | Brons | Brons          |
| -------------------- | ---- | ------------------- | ------ | --------------------- | ----- | -------------- |
| Halfpipe             | AUS  | Torah Bright        | USA    | Hannah Teter          | USA   | Kelly Clark    |
| Parallelreuzenslalom | NED  | Nicolien Sauerbreij | RUS    | Jekaterina Iljoechina | AUT   | Marion Kreiner |
| Snowboardcross       | CAN  | Maëlle Ricker       | FRA    | Déborah Anthonioz     | SUI   | Olivia Nobs    |

## IJshockey
| Onderdeel | Goud | Goud | Zilver | Zilver | Brons | Brons |
| --------- | ---- | --- | ------ | --- | ----- | --- |
| Mannen    | CAN  | Patrice Bergeron Dan Boyle Martin Brodeur Sidney Crosby Drew Doughty Marc-André Fleury Ryan Getzlaf Dany Heatley Jarome Iginla Duncan Keith Roberto Luongo Patrick Marleau Brenden Morrow Rick Nash Scott Niedermayer Corey Perry Chris Pronger Mike Richards Brent Seabrook Eric Staal Joe Thornton Jonathan Toews Shea Weber                  | USA    | David Backes Dustin Brown Ryan Callahan Chris Drury Tim Gleason Erik Johnson Jack Johnson Patrick Kane Ryan Kesler Phil Kessel Jamie Langenbrunner Ryan Malone Ryan Miller Brooks Orpik Zach Parise Joe Pavelski Jonathan Quick Brian Rafalski Bobby Ryan Paul Stastny Ryan Suter Tim Thomas Ryan Whitney                           | FIN   | Niklas Bäckström Valtteri Filppula Niklas Hagman Jarkko Immonen Olli Jokinen Niko Kapanen Miikka Kiprusoff Mikko Koivu Saku Koivu Lasse Kukkonen Jere Lehtinen Sami Lepistö Toni Lydman Antti Miettinen Antero Niittymäki Janne Niskala Ville Peltonen Joni Pitkänen Jarkko Ruutu Tuomo Ruutu Sami Salo Teemu Selänne Kimmo Timonen |
| Vrouwen   | CAN  | Meghan Agosta Gillian Apps Tessa Bonhomme Jennifer Botterill Jayna Hefford Haley Irwin Rebecca Johnston Becky Kellar Gina Kingsbury Charline Labonté Carla MacLeod Meaghan Mikkelson Caroline Ouellette Cherie Piper Marie-Philip Poulin Kim St-Pierre Colleen Sostorics Shannon Szabados Sarah Vaillancourt Catherine Ward Hayley Wickenheiser | USA    | Kacey Bellamy Caitlin Cahow Lisa Chesson Julie Chu Natalie Darwitz Meghan Duggan Molly Engstrom Hilary Knight Jocelyne Lamoureux Monique Lamoureux Erika Lawler Gisele Marvin Brianne McLaughlin Jenny Schmidgall-Potter Angela Ruggiero Molly Schaus Kelli Stack Karen Thatcher Jessie Vetter Kerry Weiland Jinelle Zaugg-Siergiej | FIN   | Anne Helin Jenni Hiirikoski Venla Hovi Michelle Karvinen Mira Kuisma Emma Laaksonen Rosa Lindstedt Terhi Mertanen Heidi Pelttari Mariia Posa Annina Rajahuhta Karoliina Rantamäki Noora Räty Mari Saarinen Saija Sirviö Nina Tikkinen Minnamari Tuominen Saara Tuominen Linda Välimäki Anna Vanhatalo Marjo Voutilainen             |

## Meervoudige medaillewinnaars
Sporters die minstens twee gouden medailles of minstens drie medailles in totaal wonnen staan in onderstaand overzicht.
| Naam                  | Land             | Sport              | Goud | Zilver | Brons | Totaal |
| --------------------- | ---------------- | ------------------ | ---- | ------ | ----- | ------ |
| Marit Bjørgen         | Noorwegen        | Langlaufen         | 3    | 1      | 1     | 5      |
| Wang Meng             | China            | Shorttrack         | 3    | 0      | 0     | 3      |
| Petter Northug        | Noorwegen        | Langlaufen         | 2    | 1      | 1     | 4      |
| Lee Jung-su           | Zuid-Korea       | Shorttrack         | 2    | 1      | 0     | 3      |
| Emil Hegle Svendsen   | Noorwegen        | Biatlon            | 2    | 1      | 0     | 3      |
| Magdalena Neuner      | Duitsland        | Biatlon            | 2    | 1      | 0     | 3      |
| Martina Sáblíková     | Tsjechië         | Schaatsen          | 2    | 0      | 1     | 3      |
| Maria Riesch          | Duitsland        | Alpineskiën        | 2    | 0      | 0     | 2      |
| Marcus Hellner        | Zweden           | Langlaufen         | 2    | 0      | 0     | 2      |
| Simon Ammann          | Zwitserland      | Schansspringen     | 2    | 0      | 0     | 2      |
| Charles Hamelin       | Canada           | Shorttrack         | 2    | 0      | 0     | 2      |
| Zhou Yang             | China            | Shorttrack         | 2    | 0      | 0     | 2      |
| Stephanie Beckert     | Duitsland        | Schaatsen          | 1    | 2      | 0     | 3      |
| Aksel Lund Svindal    | Noorwegen        | Alpineskiën        | 1    | 1      | 1     | 3      |
| Bode Miller           | Verenigde Staten | Alpineskiën        | 1    | 1      | 1     | 3      |
| Justyna Kowalczyk     | Polen            | Langlaufen         | 1    | 1      | 1     | 3      |
| Johan Olsson          | Zweden           | Langlaufen         | 1    | 0      | 2     | 3      |
| Gregor Schlierenzauer | Oostenrijk       | Schansspringen     | 1    | 0      | 2     | 3      |
| Johnny Spillane       | Verenigde Staten | Noordse combinatie | 0    | 3      | 0     | 3      |
| Apolo Anton Ohno      | Verenigde Staten | Shorttrack         | 0    | 1      | 2     | 3      |